# Romanza (música)
Romanza é uma peça musical de carácter lírico, escrita para voz ou instrumento, que se distingue pelo seu estilo melódico e expressivo.

## História
Cultivada na Idade Média, e depois nos séculos XVI, XVII e XVIII, de cuja época se conservam algumas partituras, a romanza adquiriu grande divulgação durante o período do Diretório e na primeira metade do século XIX em França e sobretudo em Itália. Entre os mais conhecidos músicos que escreveram romanzas figuram Garat, Boieldieu, Romagnesi, Mompou, Clapisson, etc. Existem também romanzas de salão e de ópera, bem como de zarzuela.
A romanza espanhola era interpretada por músicos profissionais, principalmente voz e viola de mão (vihuela), cujo objetivo era divertir a nobreza com temas históricos e lendários. 

## Obras em Romanza
- Assisa al piè d'un salice (Otello di Rossini)
- Oh, quante volte, oh quante! (I Capuleti e i Montecchi di Bellini)
- Una furtiva lagrima (L'elisir d'amore di Donizetti)
- Celeste Aida, romanza di Radamès (Aida di Verdi)
- O cieli azzurri, o dolci aure natie (Aida di Verdi)
- Addio del passato (La traviata di Verdi)
- Cielo e mar; Stella del marinar; Suicidio! (La Gioconda di Ponchielli)
- Donna non vidi mai simile a quella; In quelle trine morbide (Manon Lescaut di Puccini)
- Recondita Armonia; Vissi d'arte; E lucevan le stelle (Tosca di Puccini)